# Nikolai Baranov
Nikolai Baranov (1960) es un deportista soviético que compitió en piragüismo en la modalidad de aguas tranquilas. Ganó cuatro medallas en el Campeonato Mundial de Piragüismo entre los años 1981 y 1983.

## Palmarés internacional
| Campeonato Mundial | Campeonato Mundial       | Campeonato Mundial | Campeonato Mundial |
| Año                | Lugar                    | Medalla            | Competición        |
| ------------------ | ------------------------ | ------------------ | ------------------ |
| 1981               | Nottingham (Reino Unido) | Medalla de plata   | K4 1000 m          |
| 1981               | Nottingham (Reino Unido) | Medalla de oro     | K4 10 000 m        |
| 1982               | Belgrado (Yugoslavia)    | Medalla de oro     | K4 10 000 m        |
| 1983               | Tampere (Finlandia)      | Medalla de oro     | K4 10 000 m        |